# Tony Benshoof
Antony Lee Benshoof detto Tony (Saint Paul, 7 luglio 1975) è un ex slittinista statunitense.

## Biografia
Iniziò a gareggiare per la nazionale statunitense nelle varie categorie giovanili sia nella specialità del singolo sia in quella del doppio ottenendo, quali migliori risultati, tre medaglie ai campionati mondiali juniores, tutte nell'edizione di Lake Placid 1995: il bronzo nel singolo, l'argento nel doppio insieme a Lawrence Dolan e l'oro nella gara a squadre.
Esordì in Coppa del Mondo nella stagione 1998/99 e da quel momento in poi gareggiò esclusivamente alla specialità del singolo; conquistò il primo podio il 27 gennaio 2002 nel singolo a Winterberg (2°) e la prima vittoria il 10 dicembre 2005 nella gara a squadre a Calgary. In classifica generale come miglior risultato si è piazzato al terzo posto nel singolo nella stagione 2005/06.
Prese parte a tre edizioni dei Giochi olimpici invernali, sempre nel singolo: a Salt Lake City 2002 concluse al diciassettesimo posto, a Torino 2006 giunse quarto ed a Vancouver 2010 terminò la gara in ottava posizione.
Prese parte altresì a sette edizioni dei campionati mondiali, ottenendo tre medaglie, tutte nelle gare a squadre: una di bronzo a Calgary 2001 e due d'argento a Nagano 2004 ed a Park City 2005; nel singolo, quale miglior risultato, ha raggiunto la settima piazza a Park City 2005.
Si ritirò dalle competizioni prima dell'inizio della stagione 2011/12; nonostante avesse seguito un periodo di riabilitazione per curare i suoi problemi alla schiena non si sentì comunque totalmente a posto per poter gareggiare, preferendo così concludere la sua esperienza da atleta. Entrò quindi a far parte dello staff della nazionale statunitense di slittino, incarico che ricopre tuttora.

## Palmarès

### Mondiali
- 3 medaglie:
  - 2 argenti (gara a squadre a Nagano 2004; gara a squadre a Park City 2005);
  - 1 bronzo (gara a squadre a Calgary 2001).

### Mondiali juniores
- 3 medaglie:
  - 1 oro (gara a squadre a Lake Placid 1995);
  - 1 argento (doppio a Lake Placid 1995);
  - 1 bronzo (singolo a Lake Placid 1995).

### Coppa del Mondo
- Miglior piazzamento in classifica generale nel singolo: 3° nel 2005/06.
- 23 podi (12 nel singolo, 11 nelle gare a squadre):
  - 2 vittorie (tutte nelle gare a squadre);
  - 8 secondi posti (7 nel singolo, 1 nelle gare a squadre);
  - 13 terzi posti (5 nel singolo, 8 nelle gare a squadre).

#### Coppa del Mondo - vittorie
| Data             | Luogo       | Paese       | Disciplina                                                          |
| ---------------- | ----------- | ----------- | ------------------------------------------------------------------- |
| 10 dicembre 2005 | Calgary     | Canada      | Gara a squadre con Mark Grimmette, Brian Martin e Courtney Zablocki |
| 17 novembre 2007 | Lake Placid | Stati Uniti | Gara a squadre con Erin Hamlin, Christian Niccum e Dan Joye         |